# Jupiter One
Jupiter One — американская рок-группа из Бруклина, Нью-Йорк. Вдохновлена широким диапазоном влияний, они создают песни, используя синтезаторные эффекты в стиле Новой Волны. Их дебютный одноимённый альбом был выпущен в 2007 году. Второй альбом «Sunshower» последовал в 2009.

## Состав
- Каору Исибаси — вокал, гитара, скрипка
- Мотя — клавиши, скрипка, вокал
- Зак Колвелл — гитара, вокал, клавиши
- Дэвид Хеильман — ударные
- Пэт «Панда» Догерти — бас-гитара

### Бывшие участники
- Марк Джулиана — ударные
- Нил Персиани — бас-гитара
- Бен Райт — бас-гитара

## Дискография

### Альбомы
- Jupiter One EP (2005)
- Jupiter One (2007)
- The Remix EP (2008)
- Sunshower (2009)

### Синглы
- «Platform Moon» (2008)
- «Countdown» (2008)
- «Flaming Arrow» (2009)

## В медиа
Пять песен с альбома Jupiter One (2007) были использованы в видеоиграх EA:
- FIFA 08 («Unglued») - 2007
- Madden NFL 08 («Countdown») - 2007
- NHL 08 («Turn Up The Radio») - 2007
- Burnout Paradise («Fire Away») - 2008
- FIFA 09 («Platform Moon») - 2008

Трек «Platform Moon» был также использован в рекламе автомобиля Mazda, а в 2008 году сингл «Countdown» был сыгран в предварительном эпизоде сериала «Герои» (сезон 3) на NBC и «Кайл XY» (сезон 2).